# فرودگاه نوشو هیو رابینسن
فرودگاه نوشو هیو رابینسن (به انگلیسی: Neosho Hugh Robinson Airport) یک فرودگاه همگانی بهره‌برداری هوایی با کد یاتا EOS است که یک باند فرود آسفالت دارد و طول باند آن ۱۵۲۴ متر است. این فرودگاه در شهر نئوشو، میسوی کشور ایالات متحده آمریکا قرار دارد و در ارتفاع ۳۸۳ متری از سطح دریا واقع شده‌است.